# Tadeusz Stryjeński

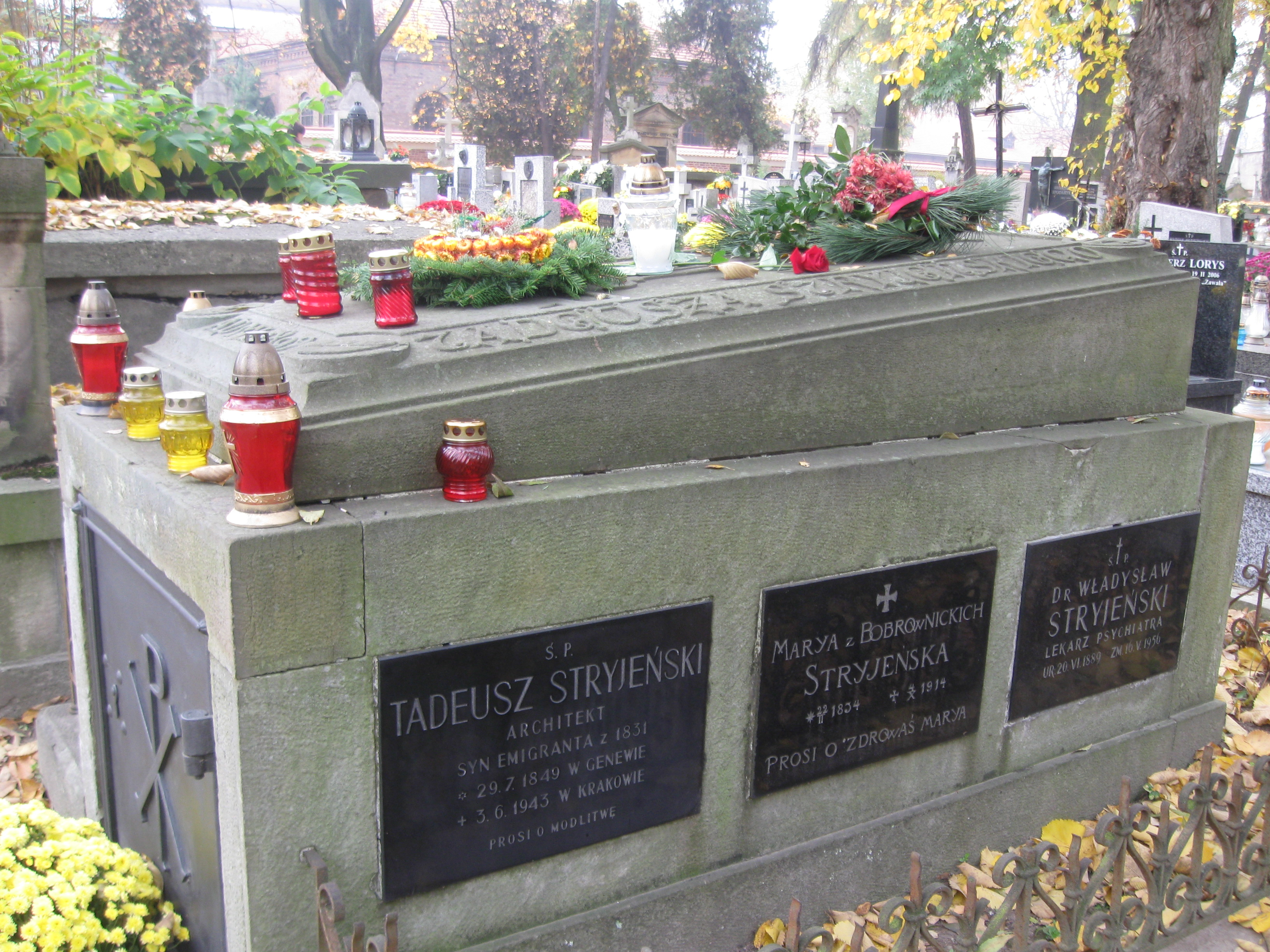
Caveau familial de Thadée Stryjeński.

Tadeusz Stryjeński (né le 29 juillet 1849 à Carouge et mort le 3 juin 1943 à Cracovie) est un architecte et conservateur des monuments historiques polonais. 

## Biographie
Né à Carouge dans le canton de Genève en Suisse, Tadeusz Stryjeński est fils de l'ingénieur polonais Aleksander Stryjeński et de la Française Pauline de Lestocq. Il est le frère de l'homme de lettres Kazimierz Stryjeński, le père de l'architecte Karol Stryjeński, et l'oncle de l'écrivain Charles-Albert Cingria et du peintre Alexandre Cingria.
Stryjeński commence sa formation à l'École des arts décoratifs de Genève en 1867-1868. De 1868 à 1872, il étudie l'architecture auprès de Gottfried Semper à l'École polytechnique de Zurich. Ensuite, de 1872 à 1873, à l'Université technique de Vienne et à l'École des beaux-arts de Paris.
De 1874 et 1877, il travaille comme architecte pour le gouvernement péruvien à Lima au Pérou.
En 1878, il s'installe à Cracovie et ouvre dans cette ville en son propre cabinet d'architecte. Il travaille à la restauration de bâtiments historiques de la ville, dont le plus prestigieux : la basilique Sainte-Marie. 
Stryjeński est à la fois membre du Comité pour l'histoire de l'art de l'Académie des connaissances de Cracovie. Il est également membre de l'Association des Amis des Beaux-Arts de Cracovie. Entre 1906 et 1910, il est directeur du Musée de la technologie et de l'industrie. 
Il est le premier architecte en Pologne à utiliser des structures en béton armé.
En 1913, il réalise en collaboration avec Franciszek Mączyński (pl) son nouveau siège social au 13, rue de Smolensk à Cracovie. Toujours avec Franciszek Mączyński, il signe le bâtiment de la Chambre de commerce, connue sous le nom de "Maison du Globe", ainsi que la transformation de la façade du Théâtre Stary.
Il réalise le palais Wołodkowiczów au 4 rue Lubicz ; avec Władysław Ekielski (en) il construit le bâtiment de la Fondation Aleksander-Lubomirski, 10 rue Rakowicka (aujourd'hui les locaux de l'université d'économie de Cracovie). Il construit aussi le siège de la Poste, rue Westerplatte.
Dans les années 1903 et 1905 il fait ériger l'église de l'Immaculée-Conception au 40 rue Łobzowska, et travaille pour l'église Sainte-Croix.
Il a conçu des meubles pour le Collegium Novum de l'Université Jagellonne de Cracovie.
Il est l'un des concepteurs du projet de la Grande Cracovie en 1910.

#### Anglais
- (en) Wanda Kemp-Welch, Grove Art Online, Oxford University Press, 1996 (ISBN 978-1-884446-05-4, lire en ligne)

#### Polonais
- (pl) Państwowe Wydawnictwo Naukowe, Mała encyklopedia powszechna PWN, 1969, 1200 p. (lire en ligne), p. 1013
- (pl) Roman Marcinek, Encyklopedia Polski, Kluszcyński, 1996, 808 p. (ISBN 978-83-86328-60-4, lire en ligne), p. 648
- (pl) Barbara Petrozolin-Skowrońska, Nowa encyklopedia powszechna PWN, vol. 6, Wydawn. Nauk. PWN, 1997, 1100 p. (ISBN 978-83-01-11097-0, lire en ligne), p. 85
- (pl) Jerzy Z. Pająk, Słownik biograficzny XIX wieku, Wydawn. Adam Marszałek, 2005, 667 p. (ISBN 978-83-7441-179-0, lire en ligne), p. 593